# 周圣楷
周圣楷（？—？），字伯孔，湘潭人，明末人物。
父周之礼，曾任安徽寿州训导、陕西兴平知县。聖楷少有才名，曾游京师，与竟陵（今湖北天门）钟惺友善。曾一夜成竹枝词百首。屡试不第，四十歲仍为贡生。从此绝意科举，专心著述。
明末張獻忠犯长沙，圣楷避居南岳。崇祯十六年十一月二十二日就任大西軍常德知府，发掘杨嗣昌墓。後因替張獻忠寫祭文不成，被殺。生平著述甚多，如《中庸赞》、《生气录》、《楚才奇绝》等，今僅存《楚寶》45卷。